# Carga por eje

Señal de tráfico que limita la carga por eje

En el sector del transporte, la carga por eje es el máximo peso permitido en cada eje de un vehículo, de acuerdo con las características de una infraestructura de transporte. Esta carga depende del peso total del vehículo, del número de ejes y de su disposición a lo largo del vehículo. Este concepto es importante para el mantenimiento de las redes de transporte terrestre, tanto por carretera como por ferrocarril, y generalmente está sujeto a regulación. 

## Reglamentación sobre la carga por eje en carreteras
Los requisitos de peso por eje están definidos reglamentariamente en numerosos países. Por ejemplo, en Francia están regulados por el Código de Carreteras y, más específicamente, por sus artículos R. 312-5 y R. 312-6. Estos son actualmente los siguientes: 

### Ejes aislados
El eje más cargado de un vehículo o un componente de un vehículo no debe soportar una carga superior a 13 toneladas . Este valor coincide con las 13 t (130 kN) utilizadas como la carga por eje de referencia para el método francés de diseño de pavimento.

### Ejes agrupados
En vehículos o partes de vehículos con más de dos ejes, la carga del eje más cargado que pertenece a un grupo de ejes, no debe exceder los siguientes valores,  de acuerdo con la distancia que separa dos ejes consecutivos de este grupo:
| Distancia entre dos ejes consecutivos (e) | Carga del eje más pesado |
| ----------------------------------------- | --- |
| e <0,90 m                                 | 7,350 toneladas |
| 0,90 m ≤ e <1,35                          | 7,350 toneladas mayoradas en 0,35 toneladas por incrementos de 5 cm de la distancia entre los dos ejes por encima de 0,90 metros |
| 1,35 m ≤ e <1,80                          | 10,5 toneladas |

Sin embargo, la carga máxima del eje motriz perteneciente a un grupo de dos ejes de un vehículo de motor puede aumentarse a 11,5 toneladas, siempre que la carga total del grupo no exceda, dependiendo de la distancia que separa ambos ejes, los siguientes valores:
| Distancia entre dos ejes consecutivos (e) | Carga máxima del eje motriz |
| ----------------------------------------- | --- |
| e <0,90 m                                 | 13,15 toneladas |
| 0,90 m ≤ e <1,0 m                         | 13,15 toneladas mayoradas en 0,65 toneladas por incrementos de 5 cm de la distancia entre los dos ejes por encima de 0,90 metros                                                           |
| 1.0 m ≤ e <1.35                           | El mayor de los dos valores siguientes: - 13,15 toneladas mayoradas en 0,65 toneladas por incrementos de 5 cm de la distancia entre los dos ejes por encima de 0,90 metros; - 16 toneladas |
| 1,35 m ≤ e <1,80                          | 19 toneladas |

## Regulaciones de carga por eje en carretera

### Normas por país

#### Europa
Los requisitos de carga por eje establecidos en Europa (datos del año 2005) eran los siguientes: (datos más recientes disponibles en la ITF )
| País               | Peso por eje de carga | Peso por eje motriz | Camión de 2 ejes | Camión de 3 ejes          | Camión de 4 ejes          | Camión con 5 ejes y + | Conjunto articulado de 5 ejes y + |
| ------------------ | --------------------- | ------------------- | ---------------- | ------------------------- | ------------------------- | --------------------- | --------------------------------- |
| Alemania           | 10                    | 11,5                | 18               | 26                        | 36                        | 40                    | 40                                |
| Austria            | 10                    | 11,5                | 18               | 25                        | 36                        | 38 (2)                | 38                                |
| Azerbaiyán         | 10                    |                     | 18               | 25                        | 36                        | 38                    | 38                                |
| Bélgica            | 10                    | 12                  | 19               | 26                        | 39                        | 44                    | 44                                |
| Bulgaria           | 10                    | 10 / 11,5           | 16               | 26                        | 36                        | 40                    | 40                                |
| Croacia            | 10                    |                     |                  |                           |                           |                       |                                   |
| Dinamarca          | 10                    | 10/11,5             | 18/19            | 24/26                     | 38                        | 40/44                 | 40/48                             |
| España             | 10                    | 11,5                | 18               | 25                        | 36                        | 40                    | 40                                |
| Estonia            | 10                    | 11,5                | 18               | 26                        | 36                        | 40                    | 40                                |
| Finlandia          | 10                    | 11,5                | 18               | 26                        | 38                        | 60                    | 48                                |
| Francia            | 13                    | 13                  | 19               | 26                        | 32                        | 32                    | 40/44/45                          |
| Georgia            | 10                    | -                   | 18               | 38                        |                           |                       |                                   |
| Grecia             | 10                    | 11,5                | 18               | 26                        | 36                        | 40                    | 40                                |
| Hungría            | 10                    | 11                  | 20               | 24                        | 36                        | 40                    | 40                                |
| Irlanda            | 10                    | 10,5                | 17               | 26                        | 35                        | 40                    | 40                                |
| Islandia           | 10                    | 11,5                | 18               | 26                        | 37                        | 40                    | 44                                |
| Italia             | 12                    | 12                  | 18               | 26/33 (volquetes de obra) | 32/41 (volquetes de obra) | 44                    | 44/56 (volquetes de obra)         |
| Letonia            | 10                    | 11,5                | 18               | 25                        | 36                        | 40                    | 40                                |
| Liechtenstein      | 10                    | 11,5                | 18               | 26                        | 36                        | 40                    | 40                                |
| Lituania           | 10                    | 11,5                | 18               | 26                        | 36                        | 40                    | 40                                |
| Luxemburgo         | 10                    | 12                  | 19               | 26                        | -                         | 44                    | 44                                |
| Moldavia           | 10                    | 10                  | 16               | 24                        | 36                        | 40                    | 40                                |
| Noruega            | 10                    | 11,5                | -                | 26                        | -                         | 50                    | 47                                |
| Países Bajos       | 10                    | 11,5                | 21,5             | 33                        | 40                        | 50                    | 50                                |
| Polonia            | 10                    | 11,5                | 19,5             | 29,5                      | 37                        | 40                    | 40                                |
| Portugal           | 10                    | 12                  | 19               | 26                        | 38                        | 40                    | 40                                |
| República Eslovaca | 10                    | 11,5                | 18               | 26                        | 40                        | 40                    | 40                                |
| República Checa    | 10                    | 11,5                | 18               | 25/26                     | 36                        | 42                    | 42                                |
| Rumanía            | 11                    | 18                  | 24               | 34                        | 40                        | 40                    |                                   |
| Reino Unido        | 10                    | 11,5                | 18               | 26                        | 36                        | 40                    | 40                                |
| Rusia              | 10                    | 18                  | 25               | 36                        | 38                        | 38                    |                                   |
| Eslovenia          | 10                    | 11,5                | 18               | 25                        | 40                        | 40                    |                                   |
| Suecia             | 10                    | 11,5                | 18               | 26                        | -                         | 60                    | 60                                |
| Suiza              | 10                    | 11,5                | 18               | 25                        | 34                        | 40                    | 40                                |
| Turquía            | 10                    | 11,5                | 18               | 25                        | 36                        | 40                    | 40                                |

#### Asia
Cargas recomendadas en Asia según un estudio preliminar publicado por la UNESCAP:
| País            | Peso bruto máximo (toneladas) | Peso bruto máximo (toneladas)         | Carga máxima por eje (toneladas) | Carga máxima por eje (toneladas) |
| País            | Vehículo rígido               | Vehículo articulado/Tren de carretera | Grupo de ejes                    | Eje único                        |
| --------------- | ----------------------------- | ------------------------------------- | -------------------------------- | -------------------------------- |
| Afganistán      | 24,00                         | 49,50                                 | 31,00                            | 17,50                            |
| Armenia         | 44,00                         | 44,00                                 | 22,00                            | 11,50                            |
| Azerbaiyán      | ..                            | 38,00                                 | 24,00                            | 10,00                            |
| Bangladés       | 30,00                         | 44,00                                 | 22,00                            | 10,00                            |
| Bután           | ..                            | ..                                    | ..                               | ..                               |
| Camboya         | 30,00                         | 40,00                                 | 24,00                            | 10,00                            |
| China           | 31,00                         | 49,00                                 | 24,00                            | 10,00/11,50                      |
| Corea del Norte | ..                            | ..                                    | ..                               | ..                               |
| Georgia         | 24,00                         | 44,00                                 | 32,00                            | 11,50                            |
| India           | ..                            | 50,00                                 | 19,00                            | 10,20                            |
| Indonesia       | 37,00                         | 56,00                                 | 30,00                            | 10,00                            |
| Irán            | 28,00                         | 44,00                                 | 24,00                            | 13,00                            |
| Japón           | 25,00                         | 36,00                                 | 20,00                            | 10,00                            |
| Kazajistán      | 25,00                         | 44,00                                 | 27,00                            | 10,00                            |
| Kirguistán      | 32,00                         | 44,00                                 | 26,00                            | 11,50                            |
| Laos            | 27,20                         | 49,60                                 | 20,40                            | 9,10                             |

| País         | Peso bruto máximo (toneladas) | Peso bruto máximo (toneladas)         | Carga máxima por eje (toneladas) | Carga máxima por eje (toneladas) |
| País         | Vehículo rígido               | Vehículo articulado/Tren de carretera | Grupo de ejes                    | Eje único                        |
| ------------ | ----------------------------- | ------------------------------------- | -------------------------------- | -------------------------------- |
| Malasia      | 27,00                         | 51,00                                 | 21,00                            | 12,00                            |
| Mongolia     | ..                            | 44,00                                 | ..                               | 11,50                            |
| Myanmar      | 21,00                         | 38,00                                 | ..                               | 10,00                            |
| Nepal        | ..                            | ..                                    | ..                               | 10,197                           |
| Pakistán     | 27,50                         | 61,50                                 | 31,00                            | 12,00                            |
| Filipinas    | 29,70                         | 41,00                                 | ..                               | 13,50                            |
| Corea        | ..                            | 40,00                                 | ..                               | 10,00                            |
| Rusia        | 35,00                         | 44,00                                 | 26,00                            | 11,50                            |
| Singapur     | ..                            | ..                                    | ..                               | ..                               |
| Sri Lanka    | 21,30                         | 42,50                                 | 22,00                            | 10,00                            |
| Tayikistán   | ..                            | 40,00                                 | 22,50                            | 10,00                            |
| Tailandia    | 30,00                         | 50,50                                 | 25,50                            | ..                               |
| Turquía      | 32,00                         | 44,00                                 | 24,00                            | 11,50                            |
| Turkmenistán | ..                            | 36,00                                 | ..                               | ..                               |
| Uzbequistan  | 32,00                         | 40,00                                 | ..                               | 8,00                             |
| Vietnam      | 34,00                         | 45,00                                 | 24,00                            | 10,00                            |

#### Otros países
- Argentina: las cargas por eje reglamentarias por eje simple varían entre las 6 toneladas (eje simple de dos ruedas) y las 10,5 toneladas (eje simple de 4 ruedas). El vehículo máximo autorizado es de 45 toneladas y 5 ejes.[6]
- Chile: las cargas por eje varían entre las 7 toneladas por eje simple de dos ruedas, y las 29 toneladas para un eje cuádruple con ruedas dobles.[7]
- Colombia: la carga tipo es de 8 toneladas por eje, admitiéndose vehículos de hasta seis ejes con una carga total máxima de 52 toneladas.[8]
- México: el reglamento mexicano limita los camiones de cuatro ejes y 8 ruedas a un máximo de 25 toneladas, y los de cuatro ejes y 14 ruedas a 35 toneladas.[9]
- Brasil: se limita el peso de los vehículos en función de su número de ejes: tres ejes, 14 t; cuatro ejes 24 toneladas; y cinco ejes, 30 toneladas.[10]
- Estados Unidos: el vehículo tipo para el dimensionamiento de puentes de carretera cuenta con cinco ejes, cuatro de 17 000 libras (7,7 t) y uno de 12 000 libras (5,4 t).[11]

### Desplazamientos transeuropeos
El establecimiento del mercado único ha dado especial importancia al problema de la variabilidad de las regulaciones entre países, al mismo tiempo que ha proporcionado una base institucional para esta armonización. Después de muchos años de intentos fallidos, este nuevo contexto finalmente ha permitido un progreso significativo, incorporado en la Directiva 85/3 / CEE del 19 de diciembre de 1984 relativa a los vehículos de más de 3,5 toneladas de masa en carga máxima.
Exige a los Estados miembros que no prohíban la circulación en su territorio de vehículos que cumplan los siguientes umbrales. 
La carga máxima por eje depende de si es motor o portador: 
- Eje único no motriz: 10 t
- Eje motriz: 11,5 t

De ello se deduce que si solo hay un "eje francés", el eje 13 t, podemos hablar de dos "ejes europeos", uno relacionado con los ejes de accionamiento, de 11,5 t, el otro relacionado con ejes no motorizados, 10 t; 
La masa total de un eje tándem de remolque o semirremolque es la siguiente (e es la distancia entre ejes): 
| Distancia entre dos ejes consecutivos (d) | Masa total   |
| ----------------------------------------- | ------------ |
| e <1 m                                    | 11 toneladas |
| 1 m ≤ e <1,30 m                           | 16 toneladas |
| 1,3 m ≤ e <1,80 m                         | 18 toneladas |
| 1,8 m ≤ e                                 | 20 toneladas |

Enmiendas posteriores a la directiva de 1984 no cambiaron los umbrales anteriores.

## Impacto de la carga por eje en la carretera
En carretera, el desgaste del revestimiento aumenta muy rápidamente con el de la carga por eje. De acuerdo con un estudio estadounidense (AASHO Road Test}}) varía como la cuarta potencia de la relación de las cargas aplicadas a los ejes. 
Esto ha llevado, en Francia, a crear el impuesto del eje que hace que los vehículos participen en el mantenimiento de la carretera en proporción a su participación en su desgaste. También alienta a los fabricantes de camiones a aumentar el número de ejes para minimizar los costos, un ejemplo de un círculo virtuoso provocado por la repercusión efectiva de los costes.

## Carga por eje ferroviario
En el sector ferroviario, los límites en la carga por eje son más altos. Generalmente varían entre 12 t por eje para tranvías o vagones tipo Corail, 17 t por eje para trenes de alta velocidad e incluso 20 t para ciertos trenes de pasajeros más recientes (Régio2N). Los trenes de carga y las locomotoras están limitados normalmente a 22,5 t por eje.
El impacto de estas cargas en la sostenibilidad de la infraestructura ferroviaria, y en particular en los puentes ferroviarios, depende no solo de la carga por eje, sino también del espacio entre los diferentes ejes y la velocidad del tráfico. Por el contrario, las cargas más bajas permiten velocidades más altas como para los vehículos autopropulsados térmicos o eléctricos que no exceden las 17 toneladas de carga por eje.
Para el dimensionamiento de los elementos de la vía, como las traviesas de hormigón, se utilizan combinaciones de cargas por eje y velocidades de circulación del material rodante:
| Circulación    | Velocidad (km/h) | Carga por rueda (kN) | Carga por eje (t) |
| -------------- | ---------------- | -------------------- | ----------------- |
| Mercancías     | 120              | 125                  | 25,5              |
| Tráfico mixto  | 200              | 112,5                | 23                |
| Alta velocidad | 300              | 90                   | 18,4              |

En los ferrocarriles dedicados exclusivamente al transporte de minerales, no es infrecuente encontrar diseños de vía capaces de soportar cargas de más de 35 toneladas por eje, alcanzándose en algunos casos valores próximos a las 40 toneladas por eje, como en algunas minas de hierro en Australia.